# 야스정 (후쿠오카현)
야스정(夜須町)은 후쿠오카현 아사쿠라군에 있던 정이다. 2005년 3월 22일에 미와정과 합병해 지쿠젠정이 되었다.

## 역사
- 1889년 4월 1일 - 정촌제 시행에 의해 - 야스군 미네촌, 나카쓰야촌, 야스노촌이 성립하였다.
- 1896년 2월 26일 - 군 통합으로 아사쿠라군에 속하게 되었다.
- 1962년 4월 1일 - 정으로 승격해 야스정이 되었다.
- 2005년 4월 1일 - 미와정과 합병해 지쿠젠정이 되었다.

## 교통
- 규슈 여객철도 지쿠호 본선

### 도로
- 국도 제200호선
- 국도 제386호선